# Marcos Ignacio Ledesma
Marcos Ignacio Ledesma (n. Río Cuarto, Córdoba, Argentina; 15 de septiembre de 1996) es un futbolista argentino. Juega de arquero y su equipo actual es Barracas Central de la Primera División de Argentina, a préstamo de Defensa y Justicia.

## Trayectoria

### Inferiores
Surgió de las inferiores de Estudiantes de Río Cuarto, defendió los colores de la Selección de la Liga Regional. Debutó el 4 de octubre de 2011 en la Selección Sub-15 de la Liga Regional Río Cuarto, fue victoria 3-0 frente a la Liga San Alberto. El 17 de diciembre del mismo año fue campeón Sub-15 de la Liga Regional con Estudiantes, fue 2-0 frente a San Martín de Villa María.
En 2014 arribó a Quilmes para jugar en las inferiores. El 17 de marzo de 2014 debutó en la Reserva de Quilmes, fue victoria 1-0 ante Lanús.

### Quilmes
El 2 de diciembre de 2017 debutó como titular en la primera de Quilmes, en la derrota por 1-0 contra Instituto. Luego de buenas actuaciones, en mayo de 2019 renovó su contrato hasta 2022.

### Defensa y Justicia
En agosto de 2020, a raíz de sus buenas actuaciones en Quilmes, que disputaba la Primera Nacional, Defensa y Justicia contrata sus servicios para la categoría superior del fútbol argentino.
En 2022 se realizó un préstamo a Platense y en 2023 a Central Córdoba de Santiago del Estero.

### Gimnasia y Esgrima La Plata
En enero de 2024, a los 27 años, se convierte en jugador de Gimnasia y Esgrima La Plata en un contrato por una temporada con opción de compra. 

### Barracas Central
En enero de 2025 pasa a reforzar el arco de Barracas Central  en un préstamo a Defensa y Justicia por un año sin cargo ni opción.

## Estadísticas
- Actualizado hasta el 17 de agosto de 2025.

| Quilmes Argentina | 1.ª                 | 2014                | 0   | 0   | 0  | 0  | - | - | 0   | 0   | 0    |
| Quilmes Argentina | 1.ª                 | 2015                | 0   | 0   | 0  | 0  | - | - | 0   | 0   | 0    |
| Quilmes Argentina | 1.ª                 | 2016                | 0   | 0   | 0  | 0  | - | - | 0   | 0   | 0    |
| Quilmes Argentina | 1.ª                 | 2016-17             | 0   | 0   | 0  | 0  | - | - | 0   | 0   | 0    |
| Quilmes Argentina | 2.ª                 | 2017-18             | 2   | 1   | -  | -  | - | - | 2   | 1   | 0.5  |
| Quilmes Argentina | 2.ª                 | 2018-19             | 15  | 15  | -  | -  | - | - | 15  | 15  | 1    |
| Quilmes Argentina | 2.ª                 | 2019-20             | 21  | 24  | -  | -  | - | - | 21  | 24  | 1.14 |
| Quilmes Argentina | Total club          | Total club          | 38  | 40  | -  | -  | - | - | 38  | 40  | 1.05 |
| Defensa y Justicia Argentina | 1.ª                 | 2020                | -   | -   | 7  | 14 | 0 | 0 | 7   | 14  | 2    |
| Defensa y Justicia Argentina | 1.ª                 | 2021                | 0   | 0   | 1  | 5  | 0 | 0 | 1   | 5   | 5    |
| Defensa y Justicia Argentina | Total club          | Total club          | 0   | 0   | 8  | 19 | 0 | 0 | 8   | 19  | 2.38 |
| Platense Argentina | 1.ª                 | 2022                | 27  | 26  | 2  | 4  | - | - | 29  | 30  | 1.03 |
| Platense Argentina | Total club          | Total club          | 27  | 26  | 2  | 4  | - | - | 29  | 30  | 1.03 |
| Central Córdoba (Santiago del Estero) Argentina | 1.ª                 | 2023                | 18  | 21  | 0  | 0  | - | - | 18  | 21  | 1.17 |
| Central Córdoba (Santiago del Estero) Argentina | Total club          | Total club          | 18  | 21  | 0  | 0  | - | - | 18  | 21  | 1.17 |
| Gimnasia y Esgrima (La Plata) Argentina | 1.ª                 | 2024                | 17  | 11  | 3  | 2  | - | - | 20  | 13  | 0.65 |
| Gimnasia y Esgrima (La Plata) Argentina | Total club          | Total club          | 17  | 11  | 3  | 2  | - | - | 20  | 13  | 0.65 |
| Barracas Central Argentina | 1.ª                 | 2025                | 21  | 27  | 1  | 2  | - | - | 22  | 29  | 1.32 |
| Barracas Central Argentina | Total club          | Total club          | 21  | 27  | 1  | 2  | - | - | 22  | 29  | 1.32 |
| Total en su carrera | Total en su carrera | Total en su carrera | 121 | 125 | 14 | 27 | 0 | 0 | 135 | 152 | 1.13 |
| (1) Las copas nacionales se refiere a la Copa Argentina y la Copa de la Liga Profesional. (2) Las copas internacionales se refiere a la Copa Libertadores y la Copa Sudamericana. (3) Media de goles recibidos por encuentro. No incluye goles en partidos amistosos. |                     |                     |     |     |    |    |   |   |     |     |      |

## Palmarés

### Campeonatos internacionales
| Título              | Club               | Sede     | Año  |
| ------------------- | ------------------ | -------- | ---- |
| Copa Sudamericana   | Defensa y Justicia | Córdoba  | 2020 |
| Recopa Sudamericana | Defensa y Justicia | Brasilia | 2021 |